# Paralcis cellulata
Paralcis cellulata là một loài bướm đêm trong họ Geometridae.